# Colmeal (Góis)
Colmeal is een plaats (freguesia) in de Portugese gemeente Góis en telt 229 inwoners (2001).